# Paul Stollreither
Paul Stollreither (* 17. Januar 1886 in München; † 13. August 1973 ebenda) war ein deutscher Maler, der hauptsächlich Stillleben und Porträts anfertigte.
Er studierte an der Kunstakademie München (bei Franz von Stuck und Angelo Jank). Es folgten Studienreisen in Deutschland, Holland, Schweden und der Schweiz, später war er u. a. in den USA tätig.
Stollreither war Mitarbeiter der Zeitschrift Die Jugend.

## Werke (Auswahl)
- Liebeslust, 1920
- Mädchen mit Puppen, 1933 (Memento vom 29. September 2007 im Internet Archive)